# 泰坦巨龍屬
泰坦巨龍（屬名：Titanosaurus）又名巨龍、泰坦龍或偉龍，屬名意為「泰坦的蜥蜴」，是以希臘神話中的早期神祇泰坦巨神為名。泰坦巨龍是種蜥腳下目恐龍，化石是在1877年發現於印度的拉米塔組，地質年代為白堊紀的馬斯垂克階，並於同年命名。

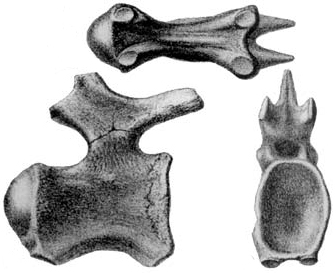
印度泰坦巨龍的正模標本末端尾椎

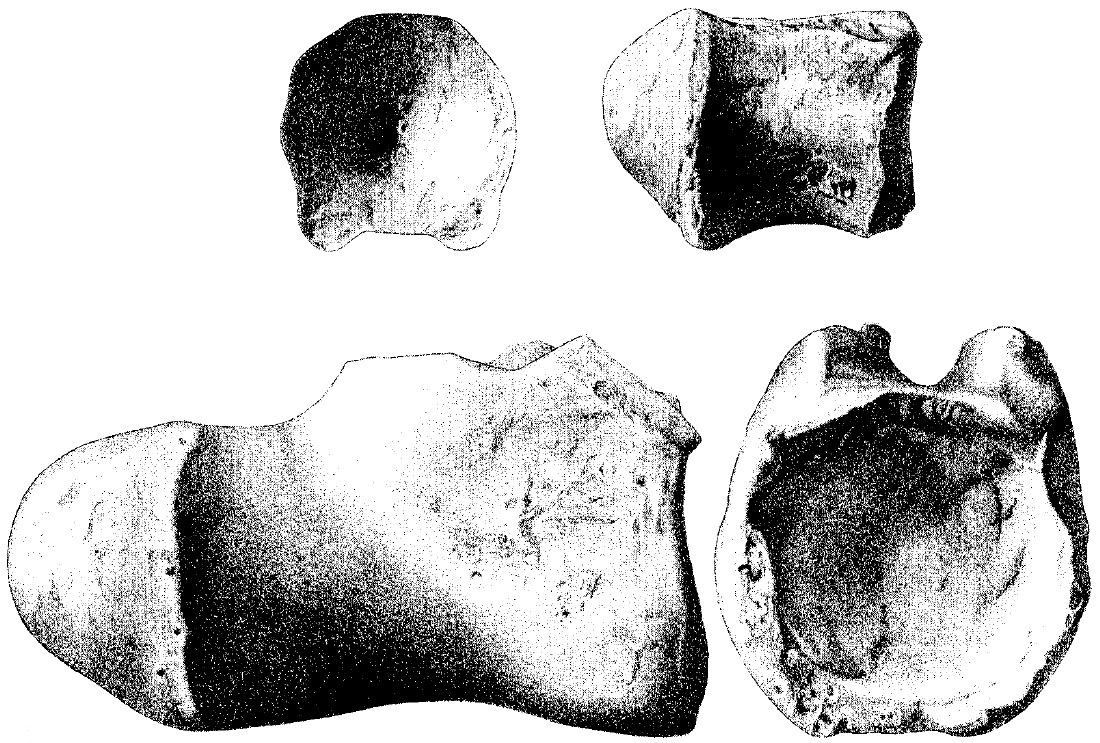
布氏泰坦巨龍的正模標本末端尾椎

泰坦巨龍被推測身長為9到12公尺不等，重量約13公噸。傳統上，泰坦巨龍屬是個垃圾箱类群，許多保存不佳、但擁有獨特的脊椎生理結構的蜥腳類化石被分類到泰坦巨龍屬。最初發現的泰坦巨龍化石由四肢骨頭與少數脊椎骨所構成，而脊椎擁有獨特的特徵。然而，有更多保存良好的泰坦巨龍類標本被發現，這些標本顯示泰坦巨龍屬的獨特特徵可在許多屬上見到。因為最初的泰坦巨龍標本已無法與其他近親分辨出來，所以泰坦巨龍屬目前的狀態為疑名。

## 分類學
在南歐與南美洲等地也發現了泰坦巨龍的其他種。但目前大部分種被歸類於其他屬，或是被認為無效種、疑名。泰坦巨龍屬中最著名的種原本是柯氏泰坦巨龍（T. colberti），現已重新命名為伊希斯龍。理查德·萊德克（Richard Lydekker）在1879年命名的布氏泰坦巨龍（T. blanfordi），化石過於破碎，無法與其他化石做出比較、鑑定，目前被認為是疑名。
另外，2022年6月印度德里大學的古生物學研究員在距離中央邦巴格（Bagh）城不遠的帕德利亞（Padlya）村發現了52個恐龍蛋的蛋巢，均為本屬物種的蛋巢；而在其中一個有11顆恐龍蛋的巢內，有一顆恐龍蛋化石是的蛋中卵的化石，即在恐龍蛋化石的蛋殼裡面還嵌套著另一顆蛋。這個「稀有而且很重要」的發現說明了泰坦巨龍屬的生殖系統類似鳥類，而不像以前認為的那樣類似烏龜或其他爬行動物。

## 大眾文化
在1975年上映的日本特攝電影《機械哥吉拉的逆襲》（メカゴジラの逆襲），出現一隻名為泰坦龍的怪獸。